# Diplomatengut
Diplomatengut ist ein Fachbegriff aus dem Zollverkehr.
Als „Diplomatengut“ (auch „Diplomatic Cargo“) werden Waren bezeichnet, die bei der Einfuhr, beim Transport aus einer Freizone oder beim Bezug im Anschluss an ein Zolllagerverfahren zum persönlichen Ge- oder Verbrauch durch die Mitglieder der diplomatischen Vertretungen oder deren Familienmitglieder in Deutschland bestimmt sind. Unter der Voraussetzung der „Gegenseitigkeit“ im Verhältnis von Staaten sind diese Waren zollfrei. In Deutschland ist das gemäß der deutschen Zollverordnung (§ 17 der Zollverordnung vom 23. Dezember 1993, BGBl I 2449) festgelegt.
Auch Waren für den Gebrauch oder Verbrauch durch ein fremdes Staatsoberhaupt während seines Aufenthaltes im Erhebungsgebiet fallen unter „Diplomatengut“.
Gleiches gilt für das „Konsulargut“: Damit bezeichnet man Waren, die bei der Einfuhr für den persönlichen Ge- oder Verbrauch für den Leiter, die konsularischen Mitglieder und das Geschäftspersonal der konsularischen Vertretung bestimmt sind.